# Asiosilis lateridentata
Asiosilis lateridentata es una especie de coleóptero de la familia Cantharidae.

## Distribución geográfica
Habita en las Filipinas.